# Kæmpeblæksprutte
Kæmpeblæksprutten (Architeuthis dux) er en af de største arter af tiarmede blæksprutter. Den har 8 almindelige arme med sugekopper og 2 længere fangarme ligeledes med sugekopper. Hunner menes at kunne blive op til 18 meter. Den lever formentlig af dybhavsfisk.

## Beskrivelse
Kæmpeblæksprutten har dyreverdenens største øjne; de er op til 25 cm i diameter. Hunnerne kan blive op til 18 meter lange og veje op til 900 kg. Hannerne kan blive 9 meter lange. Kæmpeblæksprutten er purpurrød.
Hver kæmpeblæksprutte har hundredvis af sugekopper på armene. Ligesom andre tiarmede blæksprutter sidder hver sugekop på en stilk, og rundt i randen af hver sugekop sidder en ring af skarpe tænder, som hjælper blæksprutten med at fastholde byttedyret og føre det til munden. 
Den har et skarpt næb, som minder om et papegøjenæb. Næbbet sidder ved armenes rod.

## Udbredelse
Det er endnu ikke kendt, hvor kæmpeblæksprutten lever naturligt, men man tror, at den er udbredt over hele verden, især ved kontinentalskråningerne. Dyrene lever på mellem 200 og 1000 meters dybde.

## Taksonomi
Kæmpeblæksprutteslægten, Architeuthis, huser 8 forskellige arter. Architeuthis dux, som denne artikel omhandler, er typedyr for slægten. 
Det er den danske naturforsker Japetus Steenstrup, der i 1857 første gang beskrev kæmpeblæksprutten videnskabeligt og gav dyret dets latinske navn. 

## Kaskelothvalen
Den eneste fjende, som  den voksne kæmpeblæksprutte har, er kaskelothvalen. Nogle af de første indikationer på blæksprutternes eksistens var rent faktisk ar efter sugekopmærker på størrelse med 5-kroner på kaskelothvaler. Tidligere blev disse ar forklaret med, at det var nogle, som kaskelothvalen fik som unge, hvorefter arrene var vokset med kaskelothvalens størrelse.
I kaskelothvalers maver er der fundet store mængder af blækspruttenæb, som kunne stamme fra kæmpeblæksprutter. Man mener, at de voksne kæmpeblæksprutter lever på meget dybt vand, og at kaskelothvalen er tilpasset dykning på ekstrem dybde for at kunne jage netop disse dyr.

## Iagttagelser

### Opskyllede eksemplarer
Det er yderst sjældent, at mennesker ser kæmpeblæksprutten. Igennem de sidste 150 år har man kun fundet 250 opskyllede eksemplarer eller rester efter eksemplarer, så vor viden om det levende dyr, dets adfærd og dets udbredelse er mildt sagt mangelfuld. Man har heller ikke vidst, hvad den levede af, men ved de få eksemplarer, der er fundet, har maven indeholdt dybhavsfisk.

### Fangede eksemplarer
Den 5. marts 2004 blev en mindre blæksprutte på 10 meter fanget og lagt på køl. Herefter blev den sendt til Natural History Museum i London.

### Fotos
Flere forsøg med påspænding af fotoudstyr på kaskelothvaler har været udført i bestræbelserne på at få billeder af den levende "kraken", men denne metode har indtil videre ikke båret frugt.
Den 30. september 2004 kl. 9.15 og 4 timer frem lykkedes det alligevel endelig, efter tre års ekspeditioner, for første gang at tage billeder af en levende og mere end 8 meter lang kæmpeblæksprutte i sine naturlige omgivelser. Det skete ved Bonin-øerne syd for Japan.
Man lokkede kæmpeblæksprutten med madding fra en line og den angreb gentagne gange vandret ind mod linen i 900 meters dybde. Det blev fotograferet og kæmpeblæksprutten formodes ud fra billederne til at være langt hurtigere i sine bevægelser end tidligere formodet og beskrevet. Den fik revet et 5,5 meter langt fangarmstykke af, i forsøget på at få maddingen fri.
Efter at linen med fangarmstykket var halet om bord, forsøgte fangarmen at suge sig fast til f.eks. fingre og selve bådsdækket, selvom den ikke sad på blæksprutten mere. Fangarmens DNA matchede med mellem 99,7–100% af tidligere fundne kæmpeblæksprutters DNA.

### Unger
Ud for New Zealands kyst er fundet unger af kæmpeblæksprutten i overfladevandet. Man har her forsøgt at indfange levende individer for at studere dyrene, deres adfærd og deres vækst i et akvarium, men indtil videre er alle forsøg mislykkedes, da forsøgsdyrene døde.

## Fabeldyr
Længe blev dyret opfattet som et fabeldyr, kaldet Kraken, hvorom der gik drabelige historier om aggressive dyr, der overfaldt skibe. Senere har det vist sig, at fabeldyret rent faktisk eksisterer, og at myternes overdrivelser om dyrets størrelse måske ikke er så vilde endda. Derfor blev kæmpeblæksprutter tidligere blev  klassificeret under kryptozoologi.